# Brodersby (powiat Schleswig-Flensburg)
Brodersby – dawna gmina w Niemczech w kraju związkowym Szlezwik-Holsztyn, w powiecie Schleswig-Flensburg, wchodziła w skład urzędu Südangeln. 1 marca 2018 została połączona z gminą Goltoft tworząc nową gminę Brodersby-Goltoft.